# Équipe de Malaisie féminine de football
Cet article traite de l'équipe féminine. Pour l'équipe masculine, voir Équipe de Malaisie de football.
Maillots
L'équipe de Malaisie féminine de football est l'équipe nationale qui représente la Malaisie dans les compétitions internationales de football féminin. Elle est gérée par la Fédération de Malaisie de football.
Les Malaisiennes ont participé à neuf éditions de la Coupe d'Asie ; elles terminent troisièmes en 1983. Elles n'ont jamais participé à une phase finale de Coupe du monde ou des Jeux olympiques.
Elles sont quatrièmes du Championnat d'Asie du Sud-Est féminin de football en 2007.
Elles sont aussi médaillées d'argent aux Jeux d'Asie du Sud-Est en 1995.

## Classement FIFA
| Année              | 2003 | 2004 | 2005 | 2006 | 2007 | 2008 | 2009 | 2010 | 2011 | 2012 | 2013 | 2014 | 2015 | 2016 | 2017 | 2018 | 2019 | 2020 | 2021 | 2022 | 2023 | 2024 |
| ------------------ | ---- | ---- | ---- | ---- | ---- | ---- | ---- | ---- | ---- | ---- | ---- | ---- | ---- | ---- | ---- | ---- | ---- | ---- | ---- | ---- | ---- | ---- |
| Classement mondial | 71   | 74   | 75   | 83   | 83   | 83   | 77   | 90   | 88   | 85   | 78   | 88   | 90   | 82   | 75   | 89   | 88   | 83   | 88   | 89   | 96   | 102  |